# Esiliiga 2007
L'edizione 2007 fu la 17ª edizione dell'Esiliiga. Vide la vittoria finale del Levadia Tallinn 2.

## Stagione

### Novità
Rispetto alla precedente stagione cambiarono quattro squadre: due squadre ottennero la promozione e tre vennero retrocesse, ma una fu ripescata.
Le tre assenti furono sostituite dalla neo retrocessa della Meistriliiga Warrior Valga e da tre neo promosse (Kalev Sillamäe, Välk 494 Tartu e Maag Tammeka Tartu II).

### Formula
Le 10 squadre partecipanti disputarono il campionato incontrandosi in due gironi di andata e due di ritorno, per un totale di 36 giornate. Erano previste una promozione diretta, un play-off spareggio con la penultima (nona) di Meistriliiga, due retrocessioni dirette e un play-out.
Le formazioni riserve delle squadre di Meistriliiga (Tulevik Viljandi 2, Levadia Tallinn 2, Flora Tallinn 2, Maag Tammeka Tartu II e TVMK Tallinn 2) erano impossibilitate ad essere promosse.

## Squadre partecipanti
| Club                  | Città    | Stagione precedente                           |
| --------------------- | -------- | --------------------------------------------- |
| Elva                  | Elva     | 10° in Esiliiga, ma in seguito ripescato      |
| Flora Tallinn II      | Tallinn  | 4° in Esiliiga                                |
| Kalev Sillamäe        | Sillamäe | 2º nel girone Nord/Est di II Liiga            |
| Kalju Nõmme           | Tallinn  | 5° in Esiliiga                                |
| Levadia Tallinn 2     | Tallinn  | 1° in Esiliiga                                |
| Maag Tammeka Tartu II | Tartu    | 5º nel girone Nord/Est di II Liiga, ripescato |
| Tulevik Viljandi 2    | Viljandi | 7° in Esiliiga                                |
| TVMK Tallinn 2        | Tallinn  | 6° in Esiliiga                                |
| Välk 494 Tartu        | Tartu    | 1º nel girone Sud/Ovest di II Liiga           |
| Warrior Valga         | Valga    | 10° in Meistriliiga, retrocesso               |

## Classifica finale
|  | Pos. | Squadra                 | Pt | G  | V  | N  | P  | GF | GS  | DR  |
|  | ---- | ----------------------- | -- | -- | -- | -- | -- | -- | --- | --- |
|  | 1    | Levadia Tallinn 2 *     | 86 | 36 | 27 | 5  | 4  | 95 | 20  | +75 |
|  | 2.   | Flora Tallinn II *      | 78 | 36 | 24 | 6  | 6  | 97 | 33  | +64 |
|  | 3.   | Kalev Sillamäe          | 69 | 36 | 20 | 9  | 7  | 67 | 40  | +27 |
|  | 4.   | TVMK Tallinn 2 *        | 53 | 36 | 15 | 8  | 13 | 81 | 68  | +13 |
|  | 5.   | Maag Tammeka II Tartu * | 53 | 36 | 14 | 11 | 11 | 51 | 39  | +12 |
|  | 6.   | Kalju Nõmme             | 48 | 36 | 13 | 9  | 14 | 69 | 69  | +0  |
|  | 7.   | Warrior Valga           | 44 | 36 | 13 | 5  | 18 | 72 | 73  | -1  |
|  | 8.   | Tulevik Viljandi 2 *    | 35 | 36 | 10 | 3  | 23 | 37 | 84  | -47 |
|  | 9.   | Välk 494 Tartu          | 29 | 36 | 7  | 8  | 21 | 49 | 93  | -44 |
|  | 10.  | Elva                    | 11 | 36 | 3  | 2  | 31 | 17 | 116 | -99 |

(*) squadra ineleggibile per la promozione.

### Spareggio promozione/retrocessione per Meistriliiga
| 18 novembre 2007                               | Kalju Nõmme | 0 – 1        | Kuressaare | (440 spett.) |
| \| \| \| \| \| \| Marcatori \| 69’ Veskimäe \| |             |              |            |              |
|                                                |             |              |            |              |
|                                                | Marcatori   | 69’ Veskimäe |            |              |

| 24 novembre 2007                                               | Kuressaare | 1 – 2             | Kalju Nõmme | (150 spett.) |
| \| \| \| \| \| Kriska 64’ \| Marcatori \| 4’ Tammo 20’ Dona \| |            |                   |             |              |
|                                                                |            |                   |             |              |
| Kriska 64’                                                     | Marcatori  | 4’ Tammo 20’ Dona |             |              |

Il Kalju Nõmme vince lo spareggio ed è promosso in Meistriliiga 2007.

### Spareggio promozione/retrocessione per Esiliiga
| 18 novembre 2007 | Virumaa Rakvere | 1 – 0 | Tulevik Viljandi 2 |  |

| 24 novembre 2007 | Tulevik Viljandi 2 | 2 – 1 | Virumaa Rakvere |  |

Il Tulevik Viljandi 2 perde lo spareggio ed è retrocesso in II Liiga.

### Verdetti
- Kalev Sillamäe promosso in Meistriliiga 2008
- Kalju Nõmme vincitore dello spareggio promozione retrocessione e promosso in Meistriliiga.
- Elva, Välk 494 Tartu e (dopo spareggio) Tulevik Viljandi 2 retrocesse in II Liiga.